# Orthogonis scapularis
Orthogonis scapularis är en tvåvingeart som först beskrevs av Christian Rudolph Wilhelm Wiedemann 1828.  Orthogonis scapularis ingår i släktet Orthogonis och familjen rovflugor. Inga underarter finns listade i Catalogue of Life.